# Pterula palmicola
Pterula palmicola är en svampart som beskrevs av Corner 1952. Pterula palmicola ingår i släktet Pterula och familjen mattsvampar.   Inga underarter finns listade i Catalogue of Life.